# Debbie Macomber
Debbie Macomber (Yakima, 22 ottobre 1948) è una scrittrice statunitense, autrice di oltre 150 romanzi rosa.
Più di sessanta milioni di copie dei suoi libri (altre fonti gliene attribuiscono 100) sono in stampa in tutto il mondo ed uno (La questione del matrimonio) divenne l'ispirazione per un film di successo del 1998. Macomber è stata la vincitrice del Quill Award nel 2005 e gli è stato anche assegnato un Romance Writers of America Award.
Sebbene Debbie Macomber sia dislessica e abbia solo il diploma di High School, la sua determinazione a diventare scrittrice non l'ha mai abbandonata. Madre di quattro bambini e con una casa da gestire, ha comunque trovato il tempo di sedersi nella sua cucina di fronte ad una macchina da scrivere e lavorare sullo sviluppo di alcuni suoi primi manoscritti. Per cinque anni ha continuato a scrivere, nonostante molti editori hanno rifiutato le sue opere, finché infine una rivista di free-lance aiutò la famiglia a far quadrare il bilancio. Con il denaro che ha guadagnato dagli articoli sul free-lance, la Macomber ha partecipato ad una conferenza sulla scrittura romantica, in cui uno dei suoi manoscritti è stato selezionato per essere pubblicato da Harlequin Enterprises Ltd. Anche Silhouette acquistò il libro.
Anche se Heartsong fu uno dei primi libri a scrivere, nessun altro venne pubblicato prima di Starlight, che divenne il centoventottesimo Special Edition della casa editrice Silhouette (ora proprietà della Harlequin). La Macomber continuò a scrivere romanzi per categoria Silhouette, e poi Harlequin. Nel 1988, quest'ultima chiese alla scrittrice di dar vita ad una serie di storie interconnesse, che divenne noto come la serie Marina. Dal 1994, ha abbandonato il progetto della Harlequin dopo il grande successo dei tre titoli. La sua prima Hardcover fu pubblicata nel 2001. Nel 2002, la Macomber capì che voleva scrivere libri più incentrati sulle donne e le loro amicizie. Nel 1986 ha pubblicato un libro a tema sul Natale e per molti anni questi romanzi sono stati parte della serie Angel. L'autrice, che ama il Natale, dice che scrive libri su quel tema perché So che ogni donna ha un disegno di natale perfetto nella mente, lo stesso nostro modo di fare l'amore; ma realmente esso viene soddisfatto perciò la cosa migliore che possiamo fare è scavare in quella fantasia.
In generale, i romanzi della Macomber si concentrano sulla realizzazione del messaggio della storia e non comprendono passaggi descrittivi dettagliati. Le sue eroine tendono ad essere ottimiste, e le storie sono risolti in un modo che lascia il lettore con un sentimento di speranza e di attesa felice. Molti dei romanzi si svolgono in piccole cittadine rurali. A causa della sua fede cristiana la Macomber non include approcci sessuali eccessivamente dettagliati o troppo espliciti nei suoi libri.
La sua popolarità è aumentata vertiginosamente nel corso degli anni e anche nel 2006, dopo la pubblicazione di 150 romanzi, le sue vendite stanno crescendo in media del 25% all'anno. Quasi cento milioni di copie dei suoi libri sono in stampa in tutto il mondo.